# Анохін Сергій Григорович
Анохін Сергій Григорович (7 жовтня 1908 — 18 травня 1982) — радянський офіцер, Герой Радянського Союзу (1945), у роки німецько-радянської війни командир 33-го гвардійського артилерійського полку 14-ї гвардійської стрілецької дивізії, гвардії підполковник.

## Біографія
Народився у 1908 році у місті Балашові Саратовської губернії.
У 1931 році закінчив Камишинський сільськогосподарський технікум та був направлений на навчання у Сухумське артилерійське училище. У 1938 році як командир батареї 32-ї стрілецької дивізії брав участь у боях на озері Хасан. У 1941 році закінчив Військову академію ім. М. В. Фрунзе, а в 1943 році — Вищу офіцерську артилерійську школу.
З серпня 1941 року воював на Центральному, Брянському, Західному, Степному, 1-му та 2-му Українських фронтах на посадах помічника начальника та начальника штабу артилерії стрілецької дивізії, начальника штабу артилерії стрілецького корпусу і командира артилерійського полку. Брав участь у обороні Москви, битві на Курській дузі, визволенні України, Польщі та Чехословаччини.
Під час форсування Одера командир 33-го гвардійського артилерійського полку 14-ї гвардійської стрілецької дивізії Анохін, знаходячись на передовому спостережному пункті в районі Стопнице, керував пристрілкою та вогнем артилерії, а при переслідуванні відступаючого противника організував застосування артилерії, яке не дало противнику можливості закріпитися на проміжних рубежах. 22 січня 1945 року при форсуванні Одерса Анохін особисто очолив переправу частки підрозділів полку і захоплення плацдарму в районі села Ейхенрид, після чого протягом 7 діб полк успішно відбивав контратаки сил противника.
27 червня 1945 року за відвагу, мужність та вміле командування полком під час форсування Одера, захоплення та утримання плацдарму на лівому березі річки Указом Президії Верховної Ради СРСР С. Г. Анохіну було присвоєне звання Героя Радянського Союзу.
Після війни продовжував службу в армії. З 1954 року полковник Анохін у відставці. Жив та працював у Львові, помер 18 травня 1982 року.